# Oxytropis confusa
Oxytropis confusa är en ärtväxtart som beskrevs av Aleksandr Andrejevitj Bunge. Oxytropis confusa ingår i släktet klovedlar, och familjen ärtväxter. Inga underarter finns listade i Catalogue of Life.